# Струга (футбольний клуб)
«Струга» (мак. ФК Струга) — македонський футбольний клуб з однойменного міста, заснований у 2015 році. Домашні матчі приймає на стадіоні «Градска Плажа», місткістю 500 глядачів.

## Історія
Команда була заснована у 2015 році і була включена до четвертого дивізіону країни, який відразу виграла, підвищившись у класі. Там команда теж з першої спроби у сезоні 2016/17 зайняла перше місце та вийшла до другого дивізіону.
У сезоні 2017/18 команда зайняла четверте місце, а вже з наступної спроби 2019 року виграла Другу лігу і вперше в історії вийшла до вищого дивізіону країни.

## Досягення
Чемпіонат Північної Македонії:
- Чемпіон (2):  2022–2023, 2023–2024